# Ignatz Rüttger
Ignatz Wilhelm Joseph Rüttger (* 8. August 1763 in Großenlüder; † 13. Januar 1842 in Fulda) war ein deutscher Amtsverweser und Abgeordneter.

## Leben
Rüttger war der Sohn des Amtsverwesers des Centamts Großenlüder Franz Bernhard Rüttger und dessen Ehefrau Anna Katharina geborene Zwenger. Er war katholischer Konfession und heiratete Sophie Kluberdung.
Rüttger war 1778 als „Poeta“ an der Universität Fulda immatrikuliert. Später war er Amtsverweser des Zentamtes Großenlüder bzw. ab 1803 Amtsverweser des Oberamtes Großenlüder. 1812 wurde er pensioniert.
Vom 11. Oktober 1810 bis zum 28. Oktober 1813 war er Mitglied der Ständeversammlung des Großherzogtums Frankfurt für das Departement Fulda und den Stand der Güterbesitzer.